# Binnen-Nordwesten (Vereinigte Staaten)

Karte des Binnen-Nordwestens. Die rot markierten Countys sind immer gemeint, während die pink markierten fallweise hinzugezählt werden.

Der Binnen-Nordwesten (engl. Inland Northwest oder Inland Empire) ist eine Region, die dem Pazifischen Nordwesten unmittelbar östlich benachbart ist. Ihr Zentrum liegt im Großraum Spokane und schließt ganz Ost-Washington und den gesamten Norden von Idaho ein. Die Region umfasst auch Tri-Cities. West-Montana, d. h. der Teil Montanas westlich der kontinentalen Wasserscheide wird oft als Teil der Region angesehen.
Zur Region gehören die folgenden Countys:
- Washington: Adams, Asotin County, Benton, Chelan, Columbia, Douglas, Ferry, Franklin, Garfield, Grant, Kittitas, Klickitat, Lincoln, Okanogan, Pend Oreille, Spokane, Stevens, Walla Walla, Whitman und Yakima
- Idaho: Benewah, Bonner, Boundary, Clearwater, Idaho,  Kootenai, Latah, Lewis, Nez Perce und Shoshone
- Montana (gelegentlich zugerechnet): Flathead, Lake, Lincoln, Mineral, Missoula, Ravalli und Sanders

Das United States Census Bureau schätzte 2016 die Bevölkerung auf 2.240.645 Einwohner, womit die Region gemessen an der Bevölkerungszahl so groß war wie New Mexico. Der kanadische Gegenspieler nördlich der Grenze ist das British Columbia Interior.

## Geographie
Die Region wird durch die Kaskadenkette im Westen und durch die Rocky Mountains (entlang des Grates der abgelegenen und zerklüfteten Cabinet Mountains) im Osten, der Blue Mountains und der Ausläufer der Wallowa Mountains im Süden und Südosten begrenzt; sie schließt das Columbia River Basin (oder Columbia Plateau) gleichfalls ein. Zwischen den drei Gebirgszügen gibt es große, weitläufige Gebiete semiarider Steppe, von denen Teile durch das Columbia Basin Project bewässert werden, so dass in Zentral-Washington intensive Landwirtschaft betrieben werden kann. Die Palouse, ursprünglich die Heimat der Appaloosa, ist eine weitere landwirtschaftlich genutzte Region, die in den sanft gewellten Hügeln von Südost-Washington liegt und sich bis nach Idaho hinein erstreckt. In Nord-Idaho liegt das Silver Valley, eine erzreiche Region der Coeur d’Alene Mountains, die für ihr kulturelles Erbe hinsichtlich des Bergbaus bekannt ist, welches bis in die 1880er Jahre zurückreicht.
Die größte Stadt, Spokane („The Lilac City“, dt. etwa „Die Flieder-Stadt“), liegt in der Nähe des Übergangs vom ariden, weitgehend ungewaldeten Columbia Plateau zu den üppig bewaldeten Selkirk Mountains. Das urbane Gebiet erstreckt sich ostwärts entlang der Interstate 90 nach Idaho hinein in einem Korridor durch das Spokane River Valley bis nach Post Falls (Idaho) und der Stadt Coeur d’Alene (Idaho) am Nordufer des Lake Coeur d’Alene. Die Teile von Nordost-Washington und Nord-Idaho, die zum Binnen-Nordwesten gerechnet werden, sind bergig und bewaldet und der Hauptgrat der Bitterroot Range bildet in den Rocky Mountains Teile der Ostgrenze der Region, während der Columbia River einen bedeutenden Teil der südlichen Grenze darstellt.

### Klima
In Ost-Washington ist das klima im Allgemeinen semiarid, während das Idaho Panhandle größtenteils ein feuchtes Kontinentalklima hat.

## Galerie

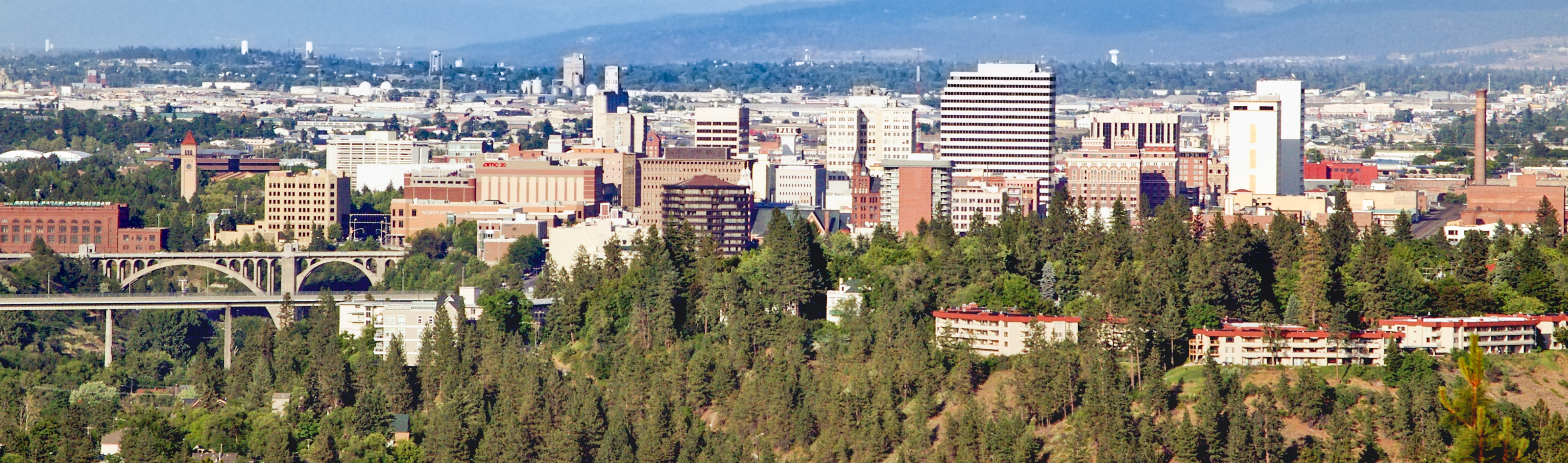
Spokane
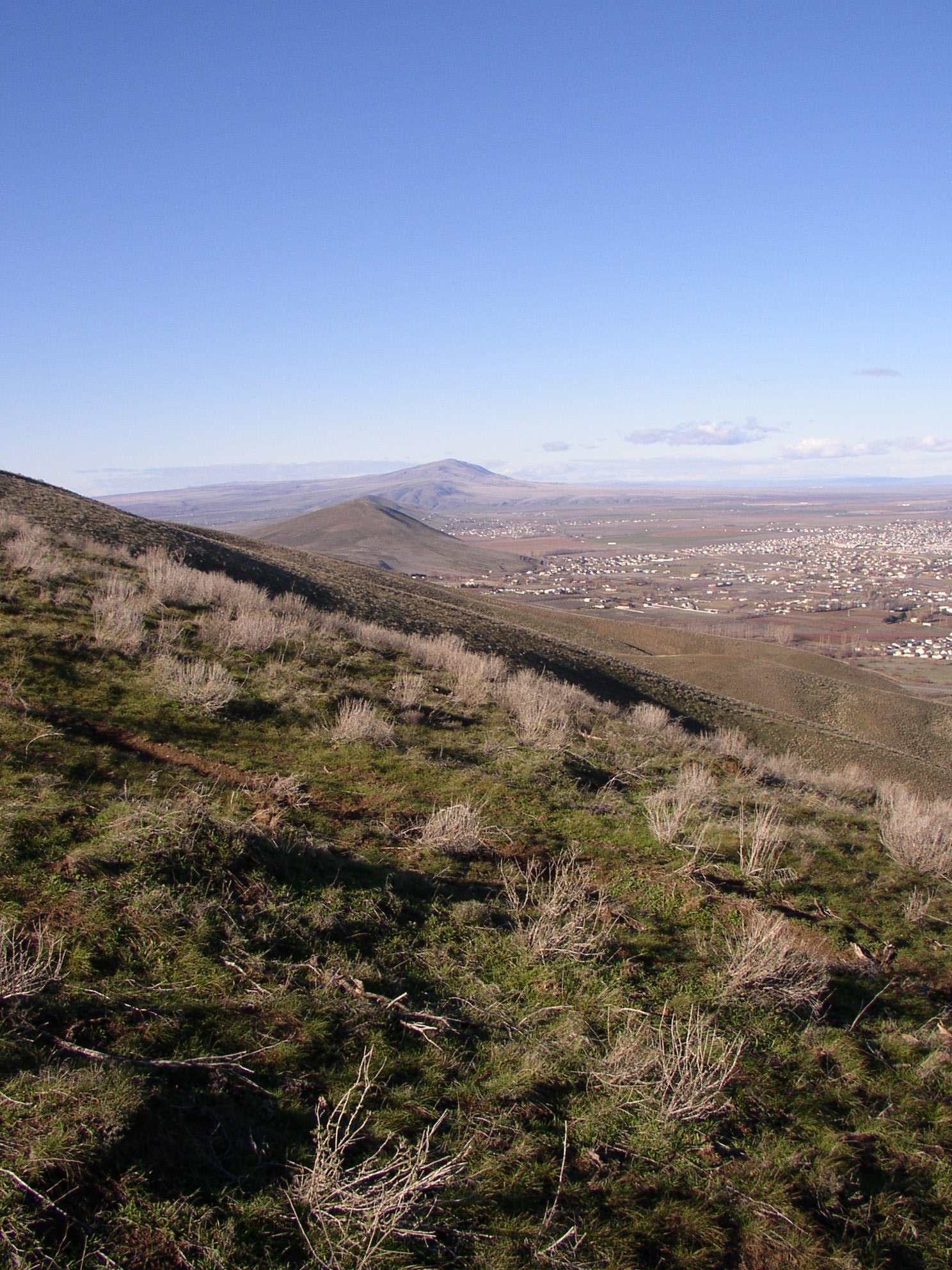
Hügel nahe West Richland (Washington)
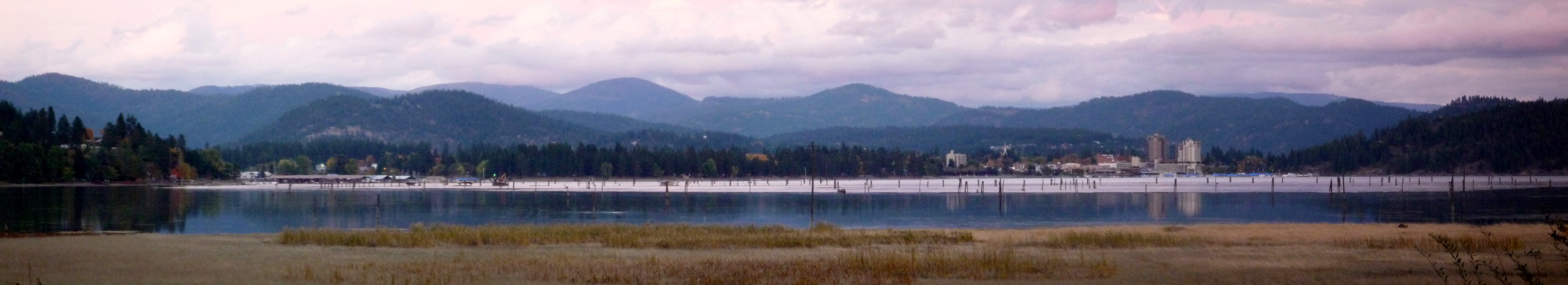
Coeur d’Alene
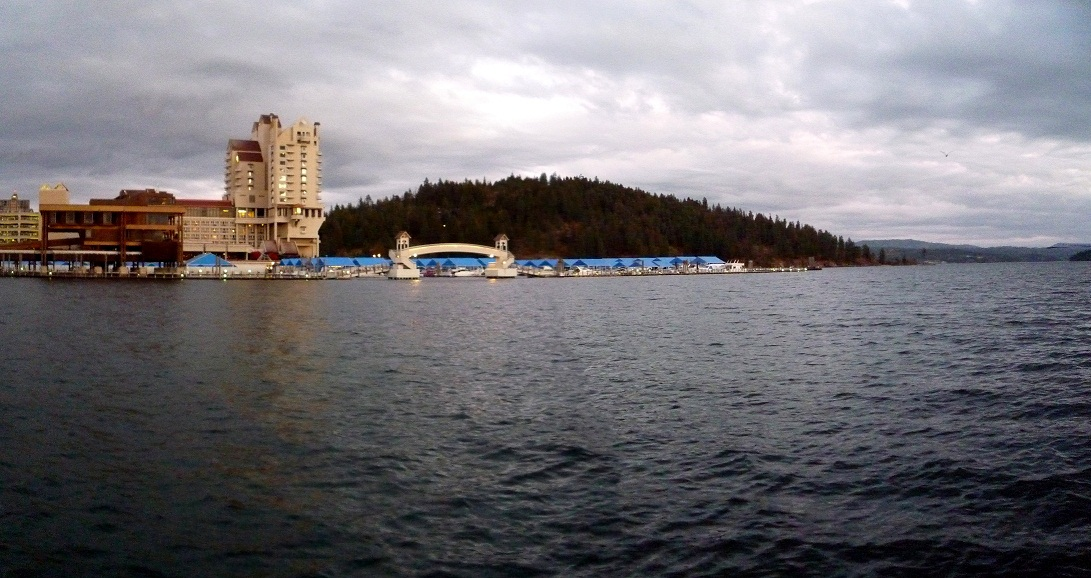
Coeur d’Alene
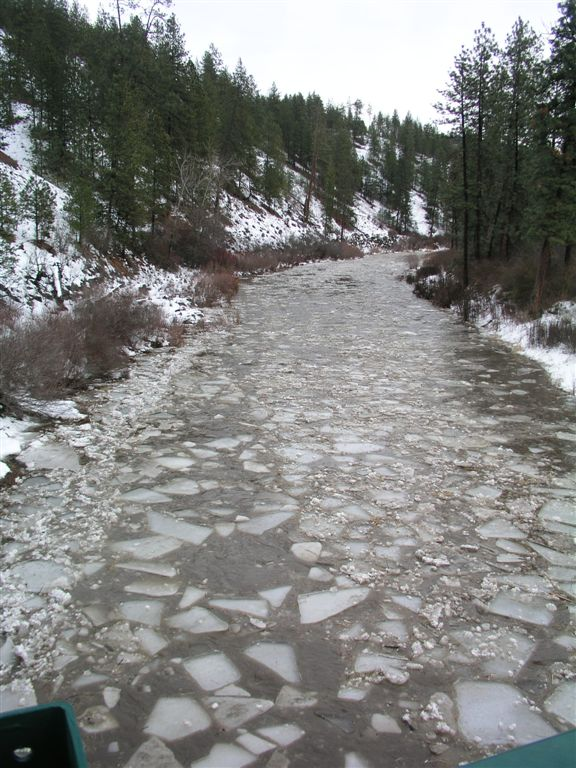
Hangman Creek (auch als Latah Creek bekannt): Ein bedeutender historischer Ort im Pazifischen Nordwesten
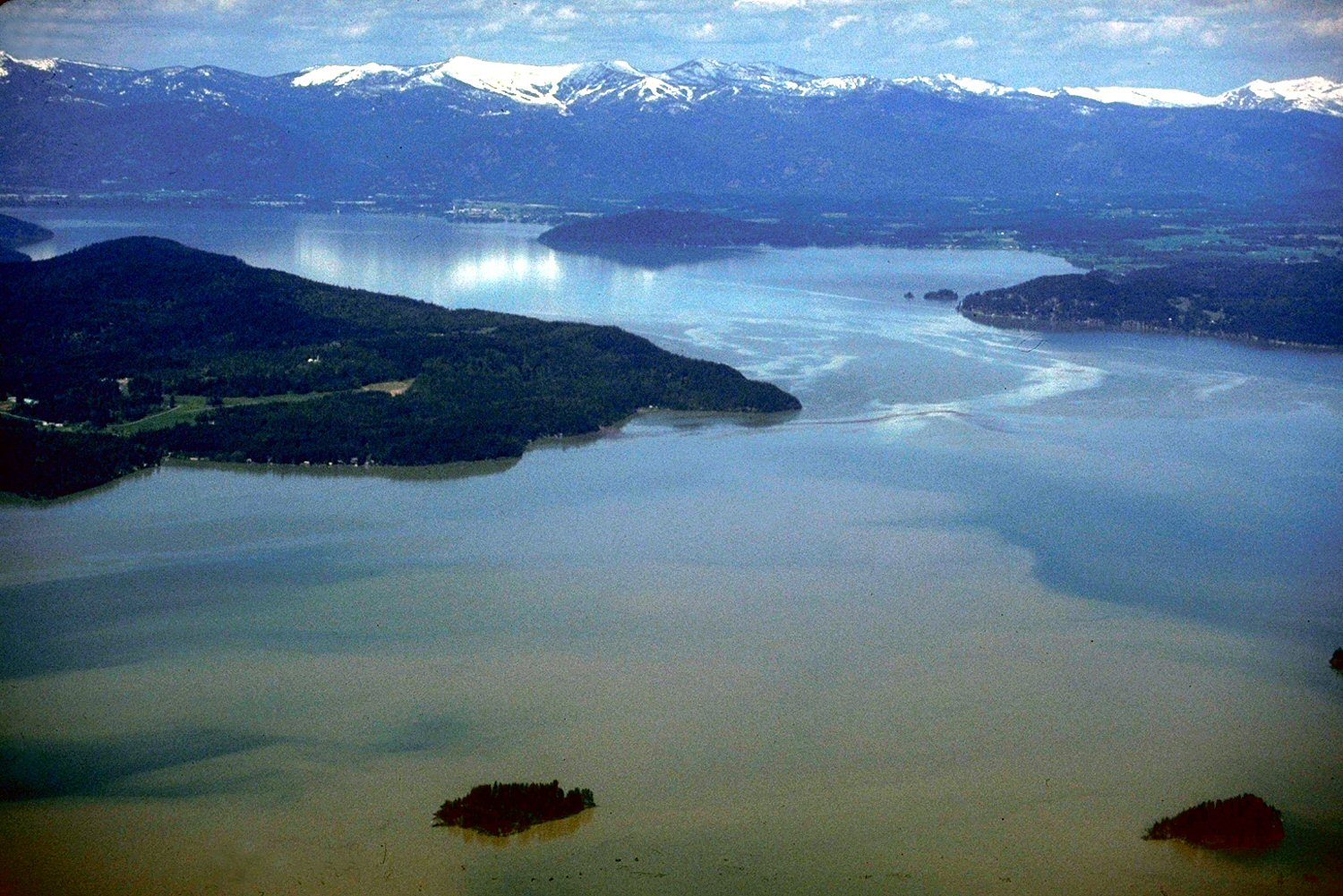
Lake Pend Oreille (ca. 1.200 ft (ca. 370 m)) tief
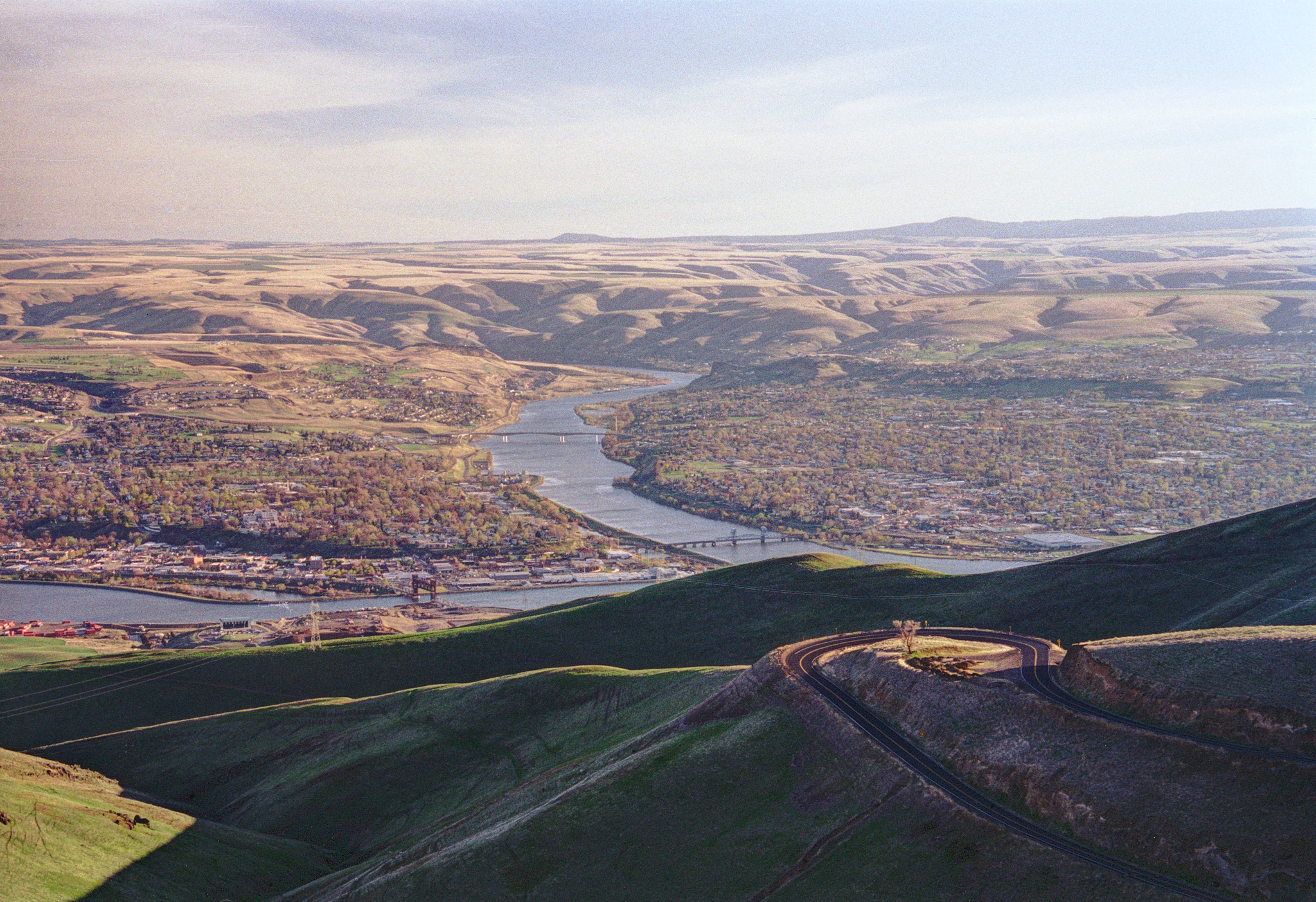
Blick von Norden auf Lewiston und Clarkston
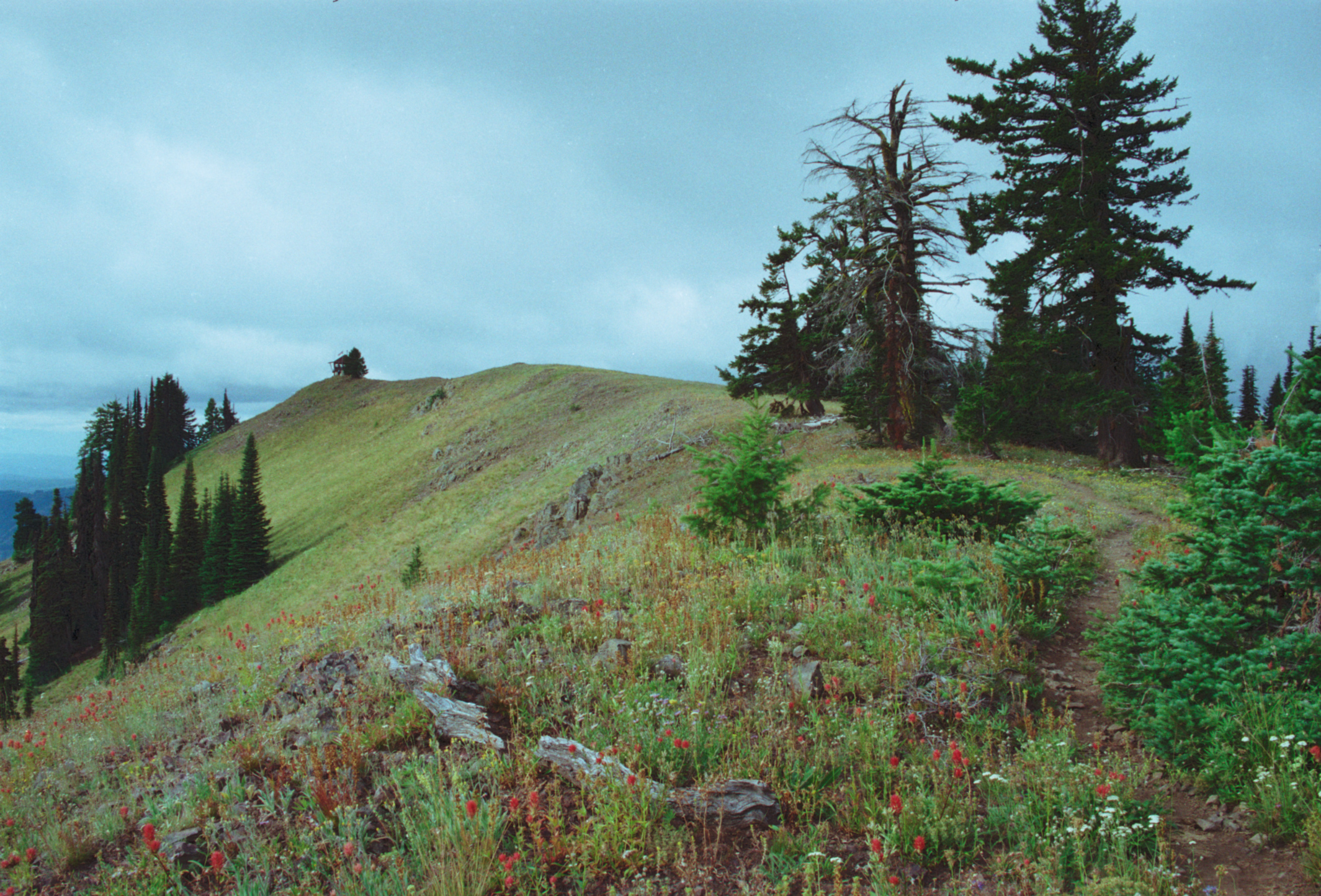
Der Oregon Butte in der Wenaha–Tucannon Wilderness
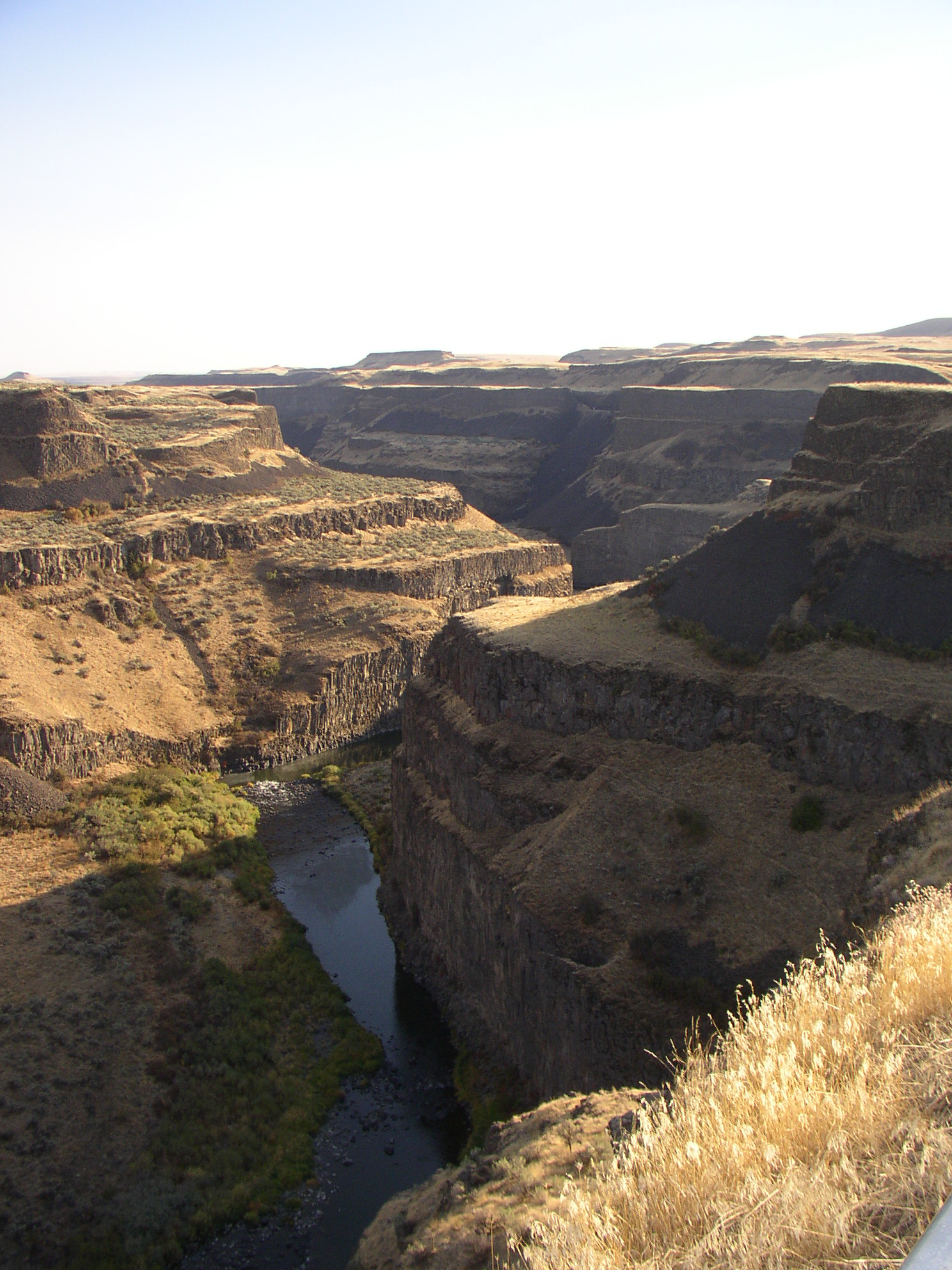
Palouse Canyon
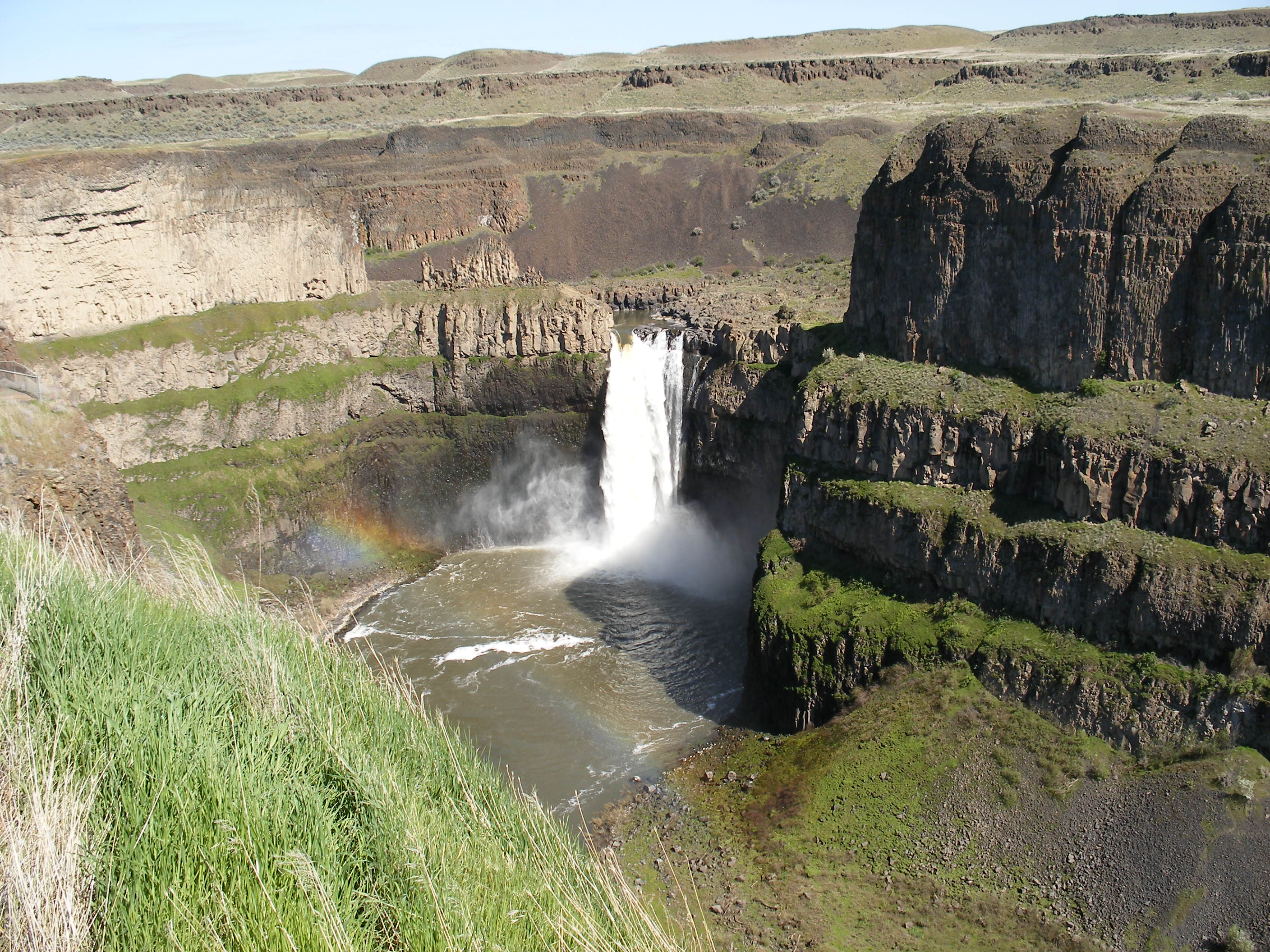
Palouse Falls
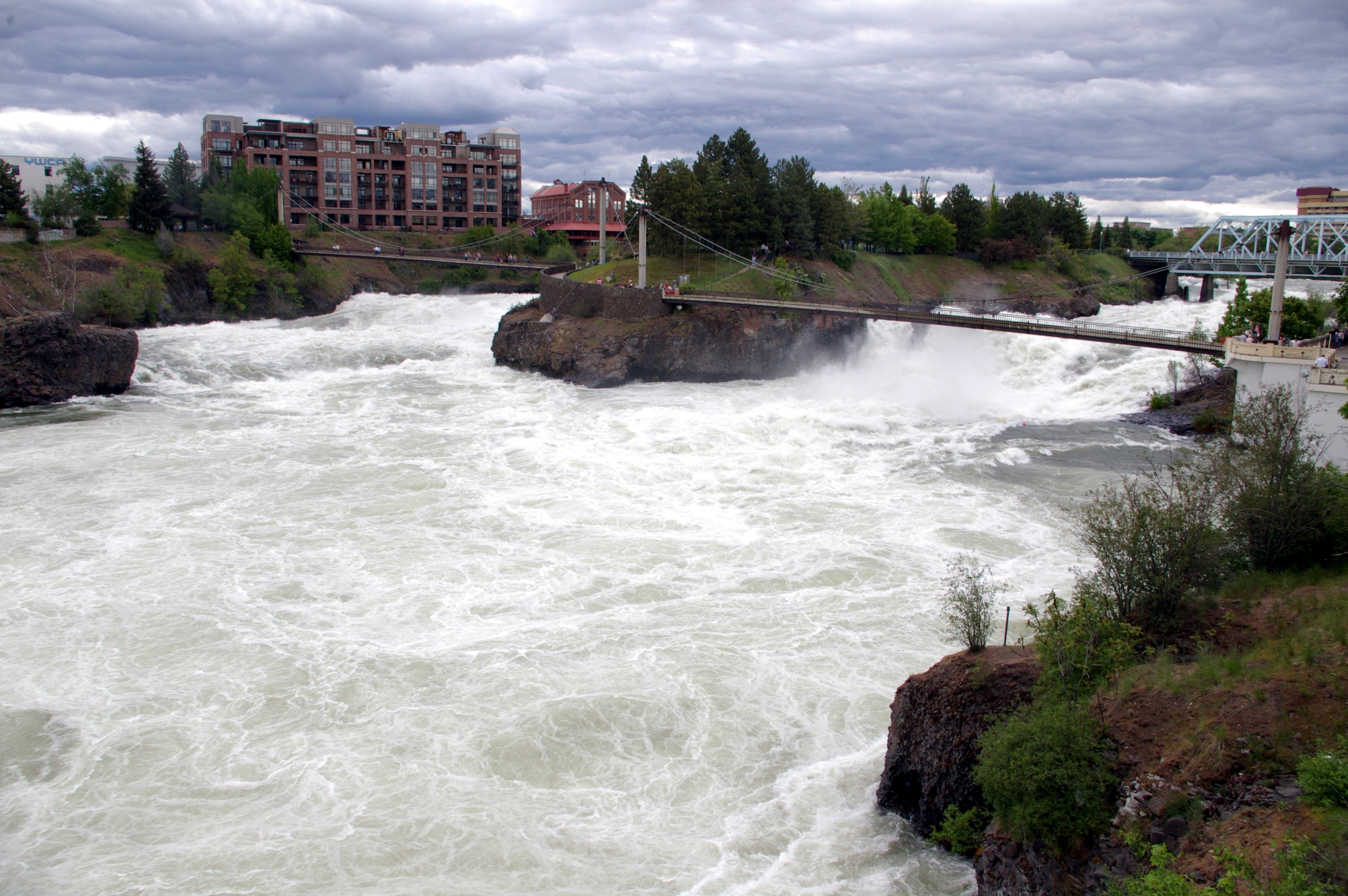
Spokane Falls
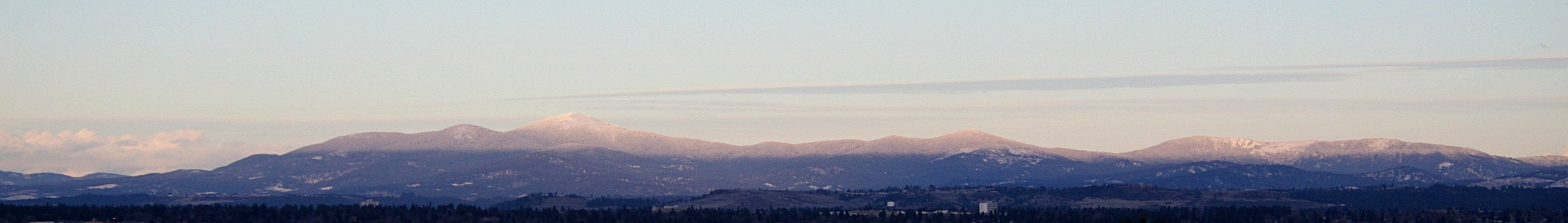
Mount Spokane
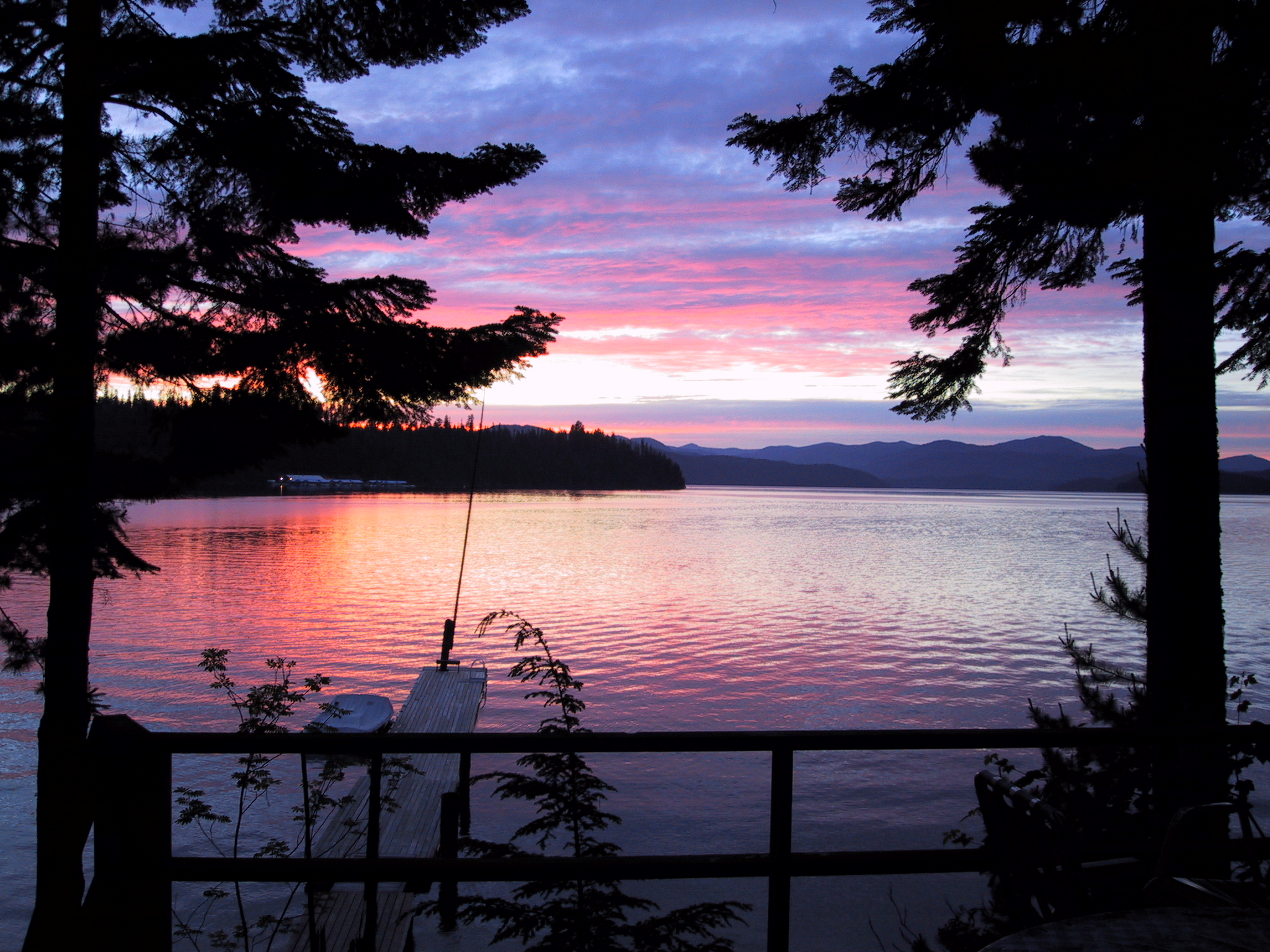
Priest Lake (Idaho)
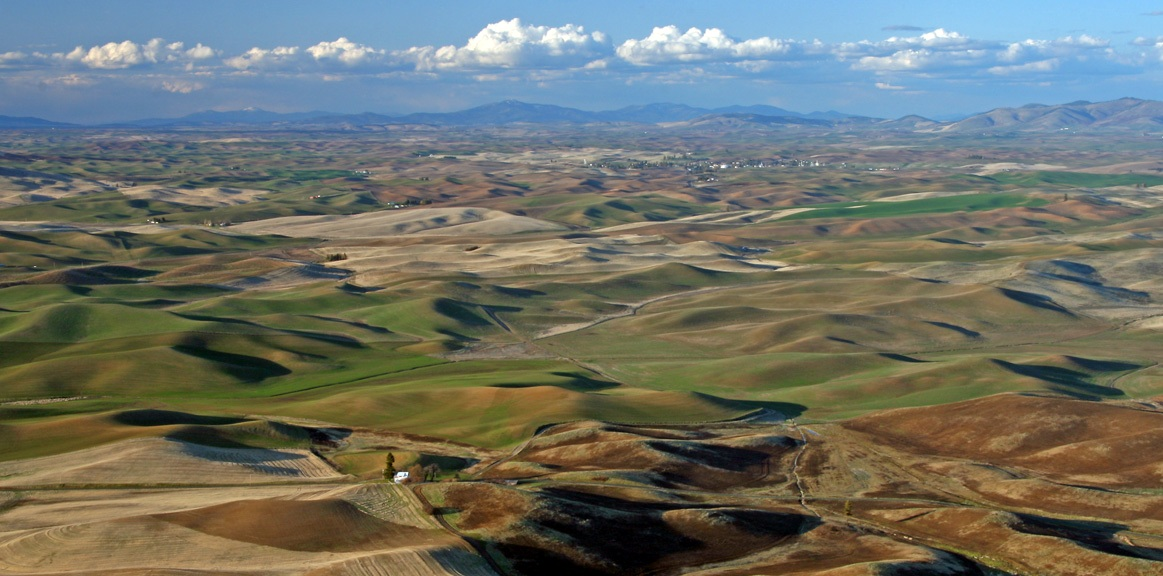
Die Palouse vom Steptoe Butte aus gesehen
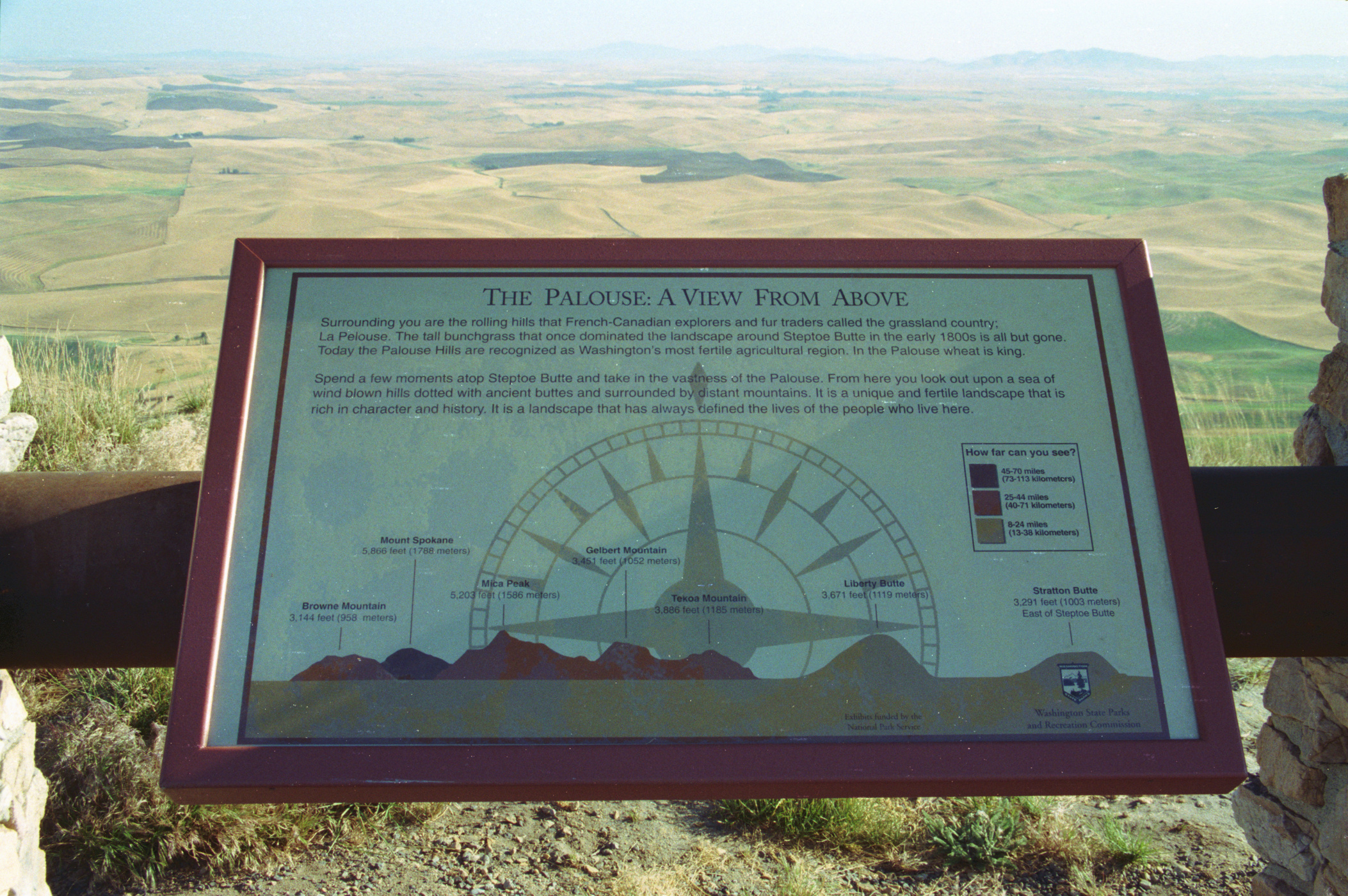
Informationstafel auf dem Gipfel des Steptoe Butte
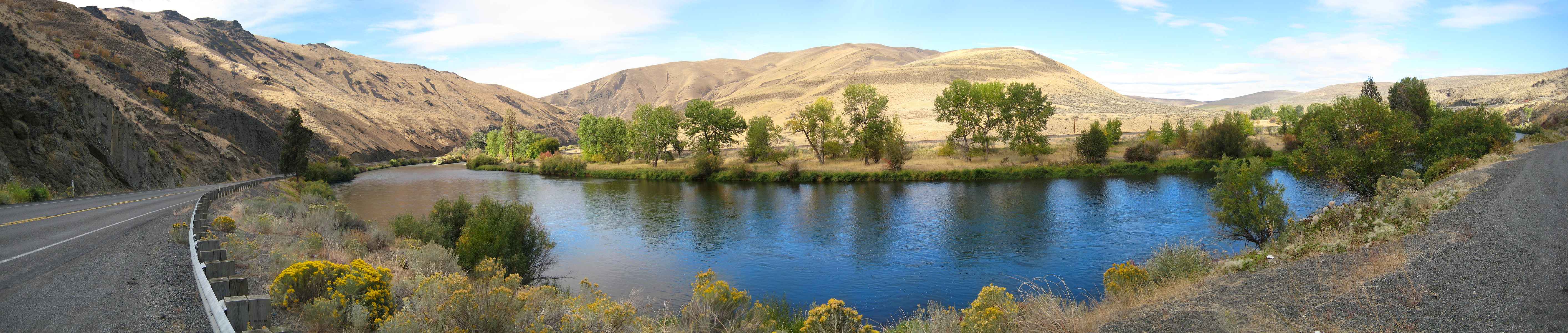
Yakima River

## Größte Städte (nach der Einwohnerzahl)
- Spokane (217.300)
- Spokane Valley (94.919)
- Yakima (93.701)
- Kennewick (80.280)
- Pasco (71.680)
- Richland (54.150)
- Coeur d’Alene (52.593)
- Post Falls (34.371)
- Wenatchee (34.060)
- Walla Walla (33.840)
- Lewiston (33.334)
- Pullman (32.280)
- Moscow (25.984)
- Moses Lake (22.720)
- Ellensburg (19.550)
- Sunnyside (16.640)
- Hayden (14.760)
- West Richland (14.660)
- East Wenatchee (13.600)
- Cheney (11.880)
- Grandview (11.170)